# Ampelopteris prolifera
Ampelopteris prolifera là một loài thực vật có mạch trong họ Thelypteridaceae. Loài này được (Retz.) Copel. mô tả khoa học đầu tiên năm 1947.